# Forum indonésien pour l'environnement
Le Forum indonésien pour l'environnement (en indonésien : Wahana lingkungan hidup Indonesia, abrégé en WALHI) est une association écologiste indonésienne, qui fait partie du réseau des Amis de la Terre International (FoEI ou Friends of the Earth International).
WALHI est fondée en 1980 et rejoint le réseau FoEI en 1989. C'est la plus grande et la plus ancienne association de défense de l'environnement en Indonésie. Elle regroupe plus de 479 associations à travers le vaste archipel indonésien, avec des bureaux indépendants et des circonscriptions locales situées dans 27 des 31 provinces du pays. Son bulletin est publié en indonésien et en anglais.
WALHI travaille sur un large éventail de sujets : conflits agraires, accès aux ressources naturelles, droits des populations autochtones et des paysans, zones côtières et marines ou encore déforestation. L'association aborde également plusieurs sujets transversaux tels que le changement climatique, les femmes et la gestion des risques de catastrophe.
Le Forum indonésien pour l'environnement est actuellement impliqué dans la formation du Parti vert indonésien (en).